# Noah Bigirumwami
Salim Noah Bigirumwami (Santa Clarita, California, el 17 de abril de 1997) es un jugador de baloncesto estadounidense con nacionalidad ruandesa que mide 2,08 metros. Es internacional con la selección de baloncesto de Ruanda. Actualmente pertenece a la plantilla de los North Lanarkshire Titans de la División 2 del Scottish Basketball Championship.

## Trayectoria
Bigirumwami es un pívot formado en la Village Christian High School, situada en Sun Valley, California, antes de ingresar en 2016 San Bernardino Valley College, donde estuvo durante dos temporadas. En 2018, ingresa en la Universidad Estatal de Chicago, situada en Chicago, Illinois, para jugar durante tres temporadas la NCAA con los Chicago State Cougars, desde 2018 a 2022. 
En la temporada 2021-22, siendo su última como universitario, tuvo poca presencia y promedió 1.5 puntos y 2.6 rebotes en 13.8 minutos de juego por partido.
Tras no ser drafteado en 2022, el 19 de septiembre de 2022, firma por el Oviedo Club Baloncesto de la Liga LEB Oro.
El 3 de noviembre de 2022, el club ovetense y el jugador ponen fin a su contrato.
El 9 de enero de 2023, firma por el Basket Navarra Club de la Liga LEB Plata.
El 14 de febrero de 2023, firma por la Cultural y Deportiva Leonesa de la Liga EBA. Posteriormente disputó la Liga Ecuatoriana de Baloncesto Profesional con el CyC Portoviejo.

## Selección nacional
En verano de 2022, disputa con la selección de baloncesto de Ruanda dos encuentros clasificatorios para el Mundial, frente a Túnez y Camerún, en los que disputó 7 y 6 minutos, respectivamente.